# Glaphyra densepunctata
Glaphyra densepunctata är en skalbaggsart som först beskrevs av Carolus Holzschuh 1977.
Glaphyra densepunctata ingår i släktet Glaphyra och familjen långhorningar. Inga underarter finns listade i Catalogue of Life.